# Jaap Kokkes
Jaap Kokkes (ur.  1923, zm. 2005) – holenderski brydżysta, Senior International Master (WBF).

## Wyniki brydżowe

### Olimpiady
Na olimpiadach uzyskał następujące rezultaty:
| Olimpiady brydżowe. Zawody teamów | Olimpiady brydżowe. Zawody teamów | Olimpiady brydżowe. Zawody teamów | Olimpiady brydżowe. Zawody teamów | Olimpiady brydżowe. Zawody teamów | Olimpiady brydżowe. Zawody teamów |
| Rok                               | Miejsce                           | Zawody                            | Kategoria                         | Drużyna                           | Pozycja                           |
| --------------------------------- | --------------------------------- | --------------------------------- | --------------------------------- | --------------------------------- | --------------------------------- |
| 1968                              | Deauville                         | 3. Olimpiada Teamów               | Open                              | Netherlands                       | 4                                 |
| 1964                              | Nowy Jork                         | 2. Olimpiada Teamów               | Open                              | Netherlands                       | 20                                |

### Zawody światowe
W światowych zawodach zdobył następujące lokaty:
| Mistrzostwa Świata. Konkurencja teamów | Mistrzostwa Świata. Konkurencja teamów | Mistrzostwa Świata. Konkurencja teamów | Mistrzostwa Świata. Konkurencja teamów | Mistrzostwa Świata. Konkurencja teamów | Mistrzostwa Świata. Konkurencja teamów |
| Rok                                    | Miejsce                                | Zawody                                 | Kategoria                              | Drużyna                                | Pozycja                                |
| -------------------------------------- | -------------------------------------- | -------------------------------------- | -------------------------------------- | -------------------------------------- | -------------------------------------- |
| 2002                                   | Montreal                               | 11. Mistrzostwa Świata                 | Seniorzy                               | Janssens                               | 19                                     |
| 1998                                   | Lille                                  | 10. Mistrzostwa Świata                 | Seniorzy                               | Valk                                   | 15                                     |

| Mistrzostwa Świata. Konkurencja par | Mistrzostwa Świata. Konkurencja par | Mistrzostwa Świata. Konkurencja par | Mistrzostwa Świata. Konkurencja par | Mistrzostwa Świata. Konkurencja par | Mistrzostwa Świata. Konkurencja par |
| Rok                                 | Miejsce                             | Zawody                              | Kategoria                           | Partner                             | Pozycja                             |
| ----------------------------------- | ----------------------------------- | ----------------------------------- | ----------------------------------- | ----------------------------------- | ----------------------------------- |
| 1998                                | Lille                               | 10 Mistrzostwa Świata               | Seniorzy                            | Loek Verhees Sr.                    | 35                                  |
| 1990                                | Genewa                              | 8 Mistrzostwa Świata                | Seniorzy                            | Kees Kaiser                         | 2                                   |

### Zawody europejskie
W europejskich zawodach zdobył następujące lokaty:
| Zawody europejskie. Konkurencja teamów | Zawody europejskie. Konkurencja teamów | Zawody europejskie. Konkurencja teamów | Zawody europejskie. Konkurencja teamów | Zawody europejskie. Konkurencja teamów | Zawody europejskie. Konkurencja teamów |
| Rok                                    | Miejsce                                | Zawody                                 | Kategoria                              | Drużyna                                | Pozycja                                |
| -------------------------------------- | -------------------------------------- | -------------------------------------- | -------------------------------------- | -------------------------------------- | -------------------------------------- |
| 2002                                   | Salsomaggiore                          | 46 Mistrzostwa Europy Teamów           | Seniorzy                               | Netherlands                            | 4                                      |
| 1999                                   | Malta                                  | 44 Mistrzostwa Europy Teamów           | Seniorzy                               | Netherlands                            | 19                                     |
| 1997                                   | Montecatini                            | 43 Mistrzostwa Europy Teamów           | Seniorzy                               | Netherlands A                          | 3                                      |
| 1995                                   | Vilamoura                              | 42 Mistrzostwa Europy Teamów           | Seniorzy                               | Netherlands                            | 4                                      |
| 1966                                   | Warszawa                               | 25 Mistrzostwa Europy Teamów           | Open                                   | Netherlands                            | 2                                      |

| Zawody europejskie. Konkurencja par | Zawody europejskie. Konkurencja par | Zawody europejskie. Konkurencja par | Zawody europejskie. Konkurencja par | Zawody europejskie. Konkurencja par | Zawody europejskie. Konkurencja par |
| Rok                                 | Miejsce                             | Zawody                              | Kategoria                           | Partner                             | Pozycja                             |
| ----------------------------------- | ----------------------------------- | ----------------------------------- | ----------------------------------- | ----------------------------------- | ----------------------------------- |
| 1993                                | Bielefeld                           | 7 Mistrzostwa Europy Par            | Seniorzy                            | Marlies de Haan                     | 6                                   |
| 1991                                | Montecatini                         | 6 Mistrzostwa Europy Par            | Seniorzy                            | Kees Kaiser                         | 15                                  |